# Ivan Lunardi
Ivan Lunardi, född 15 maj 1973 i Asiago i provinsen Vicenza, är en italiensk tidigare backhoppare. Han representerade G.S. Fiamme Gialle i Rom. 

## Karriär
Ivan Lunardi deltog i junior-VM 1986 i Lake Placid i USA. Där blev han juniorvärldsmästare i den individuella tävlingen i stora backen (K120) i MacKenzie Intervale Ski Jumping Complex. 
Lunardi debuterade i världscupen under tysk-österrikiska backhopparveckan i nyårstävlingen i Olympiabacken i Garmisch-Partenkirchen i Västtyskland 1 januari 1987. Lunardi var tillsammans med Roberto Cecon enda italienska backhopparen i världseliten och han är efter Cecon den mest meriterade italienske backhopparen genom alla tider. Lunardi blev bland de tio bästa i en deltävling i världscupen första gången på hemmaplan i normalbacken i Trampolino Giuseppe Dal Ben i Predazzo 10 januari 1992. Då blev han nummer fyra efter Martin Höllwarth från Österrike och svenskarna Mikael Martinsson och Staffan Tällberg. I världscuptävlingen i Lahtis i Finland 7 mars 1993 vann Lunardi sin enda tävling i världscupen. Han vann med god marginal före Stefan Horngacher från Österrike och norrmannen Espen Bredesen. Lunardi tävlade fem säsonger i världscupen och blev som bäst nummer 17 sammanlagt, säsongen 1991/1992. I backhopparveckan blev han som bäst nummer 11 sammanlagt, säsongen 1992/1993.
Ivan Lunardi tävlade i olympiska spelen 1992 i Albertville i Frankrike. Han startade i de individuella tävlingarna och blev nummer 22 i stora backen. I normalbacken blev han nummer 7. Han var 29,6 poäng från en bronsmedalj. Lunardi startade också i OS-1994 i Lillehammer i Norge. Där tävlade han i samtliga grenar. I de individuella tävlingarna blev han nummer 20 i stora Lysgårdsbakken och i normalbacken blev han nummer 33. I lagtävlingen blev han nummer åtta tillsammans med bland andra Roberto Cecon.
Under Skid-VM 1991, på hemmaplan i Val di Fiemme, blev Lunardi nummer 35 i stora backen och nummer 60 av 63 deltagare i normalbacken. Skid-VM 1993 i Falun i Sverige var Lunardis bästa i backhoppningskarriäre. I Falun blev han nummer 9 i stora backen. I normalbacken blev Lunardi nummer fyra, 13,1 poäng efter segrande Masahiko Harada från Japan och 3,5 poäng från en bronsmedalj. Lunardi kunde inte upprepa insatsen i Skid-VM 1997 i Trondheim i Norge (nummer 48 i normalbacken och 58 i stora backen) eller i VM 1999 i Ramsau am Dachstein i Österrike (nummer 40 i stora backen och 38 i normalbacken).
Lunardi startade i 2 VM i skidflygning, i Čerťák i Harrachov i dåvarande Tjeckoslovakien 1992, (där han blev nummer 9), och i Vikersund i Norge 2000 där han slutade på 22:a plats.
Lunardi tävlade i sin sista världscuptävling i skidflygningsbacken Letalnica i Planica i Slovenien 19 mars 2000. Han avslutade sin backhoppningskarriär efter världscupsäsongen 1999/2000